# 華萊士 (密蘇里州)
華萊士（英語：Wallace）是位於美國密蘇里州布坎南縣的非建制地區。

## 歷史
華萊士的郵局於1877年設立，其後於1966年停運。

## 地理
華萊士所處的海拔為高於海平面322米（即1056英呎），而該地所採用的時區為UTC-6，即北美中部時區（CST）。同時該地設有夏令時間，為UTC-6調快一小時，即UTC-5（CDT）。